# Vincent Aboubakar
Vincent Aboubakar (sinh ngày 22 tháng 1 năm 1992) là một cầu thủ bóng đá người Cameroon, thi đấu ở vị trí tiền đạo cắm cho câu lạc bộ Beşiktaş tại Süper Lig và là đội trưởng của Đội tuyển bóng đá quốc gia Cameroon.
Anh bắt đầu sự nghiệp của mình tại Coton Sport và chuyển đến châu Âu vào năm 2010, chơi cho các câu lạc bộ tại Ligue 1 Valenciennes và Lorient, tổng cộng 109 lần ra sân và 26 bàn thắng ở giải đấu hàng đầu của Pháp. Năm 2014, anh ký hợp đồng với Porto, nơi anh đã chơi hơn 100 trận và ghi hơn 50 bàn thắng, giành danh hiệu Primeira Liga. Anh đã giành được Süper Lig của Thổ Nhĩ Kỳ khi được cho mượn tại Beşiktaş vào năm 2016–2017.
Aboubakar đã có được hơn 90 lần khoác áo tuyển Cameroon kể từ khi ra mắt quốc tế vào tháng 5 năm 2010. Anh là một phần trong đội hình tham dự Giải vô địch bóng đá thế giới 2010  và 2014, cũng như Cúp bóng đá châu Phi trong các năm 2015 và 2017. Anh ấy đã ghi bàn thắng quyết định trong trận chung kết Cúp bóng đá châu Phi 2017.

## Thống kê sự nghiệp

### Câu lạc bộ
Tính đến ngày 17 tháng 3 năm 2021
| Câu lạc bộ          | Mùa giải            | Giải đấu            | Giải đấu | Giải đấu | Cúp quốc gia | Cúp quốc gia | Cúp liên đoàn | Cúp liên đoàn | Châu Âu | Châu Âu | Khác | Khác | Tổng cộng | Tổng cộng |
| Câu lạc bộ          | Mùa giải            | Hạng                | Trận     | Bàn      | Trận         | Bàn          | Trận          | Bàn           | Trận    | Bàn     | Trận | Bàn  | Trận      | Bàn       |
| ------------------- | ------------------- | ------------------- | -------- | -------- | ------------ | ------------ | ------------- | ------------- | ------- | ------- | ---- | ---- | --------- | --------- |
| Coton Sport         | 2009–10             | Elite One           | 15       | 7        | 0            | 0            | —             | —             | —       | —       | —    | —    | 15        | 7         |
| Valenciennes        | 2010–11             | Ligue 1             | 17       | 1        | 1            | 0            | 2             | 3             | —       | —       | —    | —    | 20        | 4         |
| Valenciennes        | 2011–12             | Ligue 1             | 27       | 6        | 4            | 2            | 0             | 0             | —       | —       | 1    | 2    | 31        | 8         |
| Valenciennes        | 2012–13             | Ligue 1             | 28       | 2        | 1            | 1            | 1             | 0             | —       | —       | 3    | 1    | 30        | 3         |
| Valenciennes        | Tổng cộng           | Tổng cộng           | 72       | 9        | 6            | 3            | 3             | 3             | —       | —       | 4    | 3    | 81        | 15        |
| Lorient             | 2013–14             | Ligue 1             | 35       | 16       | 1            | 0            | 0             | 0             | —       | —       | —    | —    | 36        | 16        |
| Lorient             | 2014–15             | Ligue 1             | 2        | 1        | 0            | 0            | 0             | 0             | —       | —       | —    | —    | 2         | 1         |
| Lorient             | Tổng cộng           | Tổng cộng           | 37       | 17       | 1            | 0            | 0             | 0             | —       | —       | —    | —    | 38        | 17        |
| Porto               | 2014–15             | Primeira Liga       | 14       | 4        | 0            | 0            | 2             | 1             | 4       | 3       | —    | —    | 20        | 8         |
| Porto               | 2015–16             | Primeira Liga       | 28       | 13       | 5            | 1            | 1             | 1             | 8       | 3       | —    | —    | 42        | 18        |
| Porto               | 2017–18             | Primeira Liga       | 28       | 15       | 5            | 4            | 4             | 2             | 6       | 5       | —    | —    | 43        | 26        |
| Porto               | 2018–19             | Primeira Liga       | 8        | 4        | 0            | 0            | 1             | 0             | 1       | 0       | 1    | 0    | 11        | 4         |
| Porto               | 2019–20             | Primeira Liga       | 5        | 0        | 2            | 0            | 0             | 0             | 2       | 2       | —    | —    | 9         | 2         |
| Porto               | Tổng cộng           | Tổng cộng           | 83       | 36       | 12           | 5            | 8             | 4             | 21      | 13      | 1    | 0    | 125       | 58        |
| Beşiktaş (mượn)     | 2016–17             | Süper Lig           | 27       | 12       | 2            | 1            | —             | —             | 9       | 6       | —    | —    | 38        | 19        |
| Beşiktaş            | 2020–21             | Süper Lig           | 24       | 15       | 3            | 1            | —             | —             | 0       | 0       | —    | —    | 27        | 16        |
| Beşiktaş            | Tổng cộng           | Tổng cộng           | 51       | 27       | 5            | 2            | 0             | 0             | 9       | 6       | 0    | 0    | 65        | 35        |
| Tổng cộng sự nghiệp | Tổng cộng sự nghiệp | Tổng cộng sự nghiệp | 258      | 96       | 24           | 10           | 11            | 7             | 30      | 19      | 1    | 0    | 324       | 132       |

### Bàn thắng quốc tế
Tính đến ngày 2 tháng 12 năm 2022.
| #  | Ngày                 | Địa điểm                                                      | Số trận | Đối thủ      | Bàn thắng | Kết quả | Giải đấu                      |
| -- | -------------------- | ------------------------------------------------------------- | ------- | ------------ | --------- | ------- | ----------------------------- |
| 1  | 11 tháng 8 năm 2010  | Sân vận động Miejski, Poznań, Ba Lan                          | 5       | Ba Lan       | 3–0       | 3–0     | Giao hữu                      |
| 2  | 5 tháng 3 năm 2014   | Sân vận động Dr. Magalhães Pessoa, Leiria, Bồ Đào Nha         | 22      | Bồ Đào Nha   | 1–1       | 1–5     | Giao hữu                      |
| 3  | 6 tháng 9 năm 2014   | Sân vận động TP Mazembe, Lubumbashi, CHDC Congo               | 27      | CHDC Congo   | 2–0       | 2–0     | Vòng loại CAN 2015            |
| 4  | 10 tháng 9 năm 2014  | Sân vận động Ahmadou Ahidjo, Yaoundé, Cameroon                | 28      | Bờ Biển Ngà  | 2–1       | 4–1     | Vòng loại CAN 2015            |
| 5  | 10 tháng 9 năm 2014  | Sân vận động Ahmadou Ahidjo, Yaoundé, Cameroon                | 28      | Bờ Biển Ngà  | 3–1       | 4–1     | Vòng loại CAN 2015            |
| 6  | 15 tháng 11 năm 2014 | Sân vận động Ahmadou Ahidjo, Yaoundé, Cameroon                | 30      | CHDC Congo   | 1–0       | 1–0     | Vòng loại CAN 2015            |
| 7  | 10 tháng 1 năm 2015  | Sân vận động Angondjé, Libreville, Gabon                      | 32      | Nam Phi      | 1–0       | 1–1     | Giao hữu                      |
| 8  | 25 tháng 3 năm 2015  | Sân vận động Gelora Delta, Sidoarjo, Indonesia                | 36      | Indonesia    | 1–0       | 1–0     | Giao hữu                      |
| 9  | 6 tháng 6 năm 2015   | Sân vận động Olympic Yves-du-Manoir, Colombes, Pháp           | 37      | Burkina Faso | 1–1       | 3–2     | Giao hữu                      |
| 10 | 14 tháng 6 năm 2015  | Sân vận động Ahmadou Ahidjo, Yaoundé, Cameroon                | 39      | Mauritanie   | 1–0       | 1–0     | Vòng loại CAN 2017            |
| 11 | 6 tháng 9 năm 2015   | Sân vận động Độc lập, Bakau, Gambia                           | 40      | Gambia       | 1–0       | 1–0     | Vòng loại CAN 2017            |
| 12 | 13 tháng 11 năm 2015 | Sân vận động Tướng Seyni Kountché, Niamey, Niger              | 42      | Niger        | 2–0       | 3–0     | Vòng loại FIFA World Cup 2018 |
| 13 | 30 tháng 5 năm 2016  | Sân vận động Beaujoire, Nantes, Pháp                          | 45      | Pháp         | 1–1       | 2–3     | Giao hữu                      |
| 14 | 12 tháng 11 năm 2016 | Sân vận động Kouekong, Bafoussam, Cameroon                    | 48      | Zambia       | 1–1       | 1–1     | Vòng loại World Cup 2018      |
| 15 | 5 tháng 2 năm 2017   | Sân vận động Hữu nghị, Libreville, Gabon                      | 54      | Ai Cập       | 2–1       | 2–1     | CAN 2017                      |
| 16 | 24 tháng 3 năm 2017  | Sân vận động Mustapha Ben Jannet, Monastir, Tunisia           | 55      | Tunisia      | 1–0       | 1–0     | Giao hữu                      |
| 17 | 10 tháng 6 năm 2017  | Sân vận động Ahmadou Ahidjo, Yaoundé, Cameroon                | 57      | Maroc        | 1–0       | 1–0     | Vòng loại CAN 2019            |
| 18 | 25 tháng 6 năm 2017  | Sân vận động Olympic Fisht, Sochi, Nga                        | 60      | Đức          | 1–2       | 1–3     | FIFA Confed Cup 2017          |
| 19 | 4 tháng 9 năm 2017   | Sân vận động Ahmadou Ahidjo, Yaoundé, Cameroon                | 62      | Nigeria      | 1–1       | 1–1     | Vòng loại FIFA World Cup 2018 |
| 20 | 25 tháng 3 năm 2018  | Sân vận động Quốc tế Jaber Al-Ahmad, Thành phố Kuwait, Kuwait | 65      | Kuwait       | 1–0       | 3–1     | Giao hữu                      |
| 21 | 12 tháng 11 năm 2020 | Sân vận động Réunification, Douala, Cameroon                  | 68      | Mozambique   | 1–0       | 4–1     | Vòng loại CAN 2021            |
| 22 | 12 tháng 11 năm 2020 | Sân vận động Réunification, Douala, Cameroon                  | 68      | Mozambique   | 2–0       | 4–1     | Vòng loại CAN 2021            |
| 23 | 16 tháng 11 năm 2020 | Sân vận động Zimpeto, Maputo, Mozambique                      | 69      | Mozambique   | 1–0       | 2–0     | Vòng loại CAN 2021            |
| 24 | 3 tháng 9 năm 2021   | Sân vận động Paul Biya, Yaoundé, Cameroon                     | 72      | Malawi       | 1–0       | 2–0     | Vòng loại FIFA World Cup 2022 |
| 25 | 13 tháng 11 năm 2021 | Sân vận động Orlando, Johannesburg, Nam Phi                   | 76      | Malawi       | 1–0       | 4–0     | Vòng loại FIFA World Cup 2022 |
| 26 | 9 tháng 1 năm 2022   | Sân vận động Paul Biya, Yaoundé, Cameroon                     | 78      | Burkina Faso | 1–1       | 2–1     | CAN 2021                      |
| 27 | 9 tháng 1 năm 2022   | Sân vận động Paul Biya, Yaoundé, Cameroon                     | 78      | Burkina Faso | 2–1       | 2–1     | CAN 2021                      |
| 28 | 13 tháng 1 năm 2022  | Sân vận động Paul Biya, Yaoundé, Cameroon                     | 79      | Ethiopia     | 2–1       | 4–1     | CAN 2021                      |
| 29 | 13 tháng 1 năm 2022  | Sân vận động Paul Biya, Yaoundé, Cameroon                     | 79      | Ethiopia     | 3–1       | 4–1     | CAN 2021                      |
| 30 | 17 tháng 1 năm 2022  | Sân vận động Paul Biya, Yaoundé, Cameroon                     | 80      | Cabo Verde   | 1–0       | 1–1     | CAN 2021                      |
| 31 | 24 tháng 1 năm 2022  | Sân vận động Paul Biya, Yaoundé, Cameroon                     | 81      | Comoros      | 2–0       | 2–1     | CAN 2021                      |
| 32 | 5 tháng 2 năm 2022   | Sân vận động Ahmadou Ahidjo, Yaoundé, Cameroon                | 84      | Burkina Faso | 2–3       | 3–3     | CAN 2021                      |
| 33 | 5 tháng 2 năm 2022   | Sân vận động Ahmadou Ahidjo, Yaoundé, Cameroon                | 84      | Burkina Faso | 3–3       | 3–3     | CAN 2021                      |
| 34 | 28 tháng 11 năm 2022 | Sân vận động Al Janoub, Doha, Qatar                           | 93      | Serbia       | 2–3       | 3–3     | FIFA World Cup 2022           |
| 35 | 2 tháng 12 năm 2022  | Sân vận động Lusail Iconic, Doha, Qatar                       | 94      | Brasil       | 1–0       | 1–0     | FIFA World Cup 2022           |
| 36 | 28 tháng 3 năm 2023  | Sân vận động Dobsonville, Johannesburg, Nam Phi               | 95      | Namibia      | 1–2       | 1–2     | Vòng loại CAN 2023            |
| 37 | 12 tháng 9 năm 2023  | Sân vận động Roumdé Adjia, Garoua, Cameroon                   | 97      | Burundi      | 3–0       | 3–0     | Vòng loại CAN 2023            |